# 840-е годы
840-е (восемьсо́т сороковы́е) го́ды по юлианскому календарю — промежуток времени с 1 января 840 года по 31 декабря 849 года, включающий 840 год 4-го десятилетия   и с 841 по 849 годы    5-го десятилетия IX века 1-го тысячелетия.  Они закончились 1176 лет назад.

## Важнейшие события
- Верденский договор (843) — раздел Франкского государства.
- 840—850-е годы — грабежи норманнов во всей Франции, Англии, Испании, Италии. Осада Парижа (845, Осада Парижа[англ.]).

## События
- Первая половина 840-х годов — деятельность Ансгара в Дании и Шлезвиге под покровительством Хорика I.
- Вторая половина 840-х годов — вражда между датчанами и норвежцами. Ирландцы заключили союз с датчанами. Норвежцы разгромлены, пало более 5 тыс. чел. Датчане пожертвовали св. Патрику большой кубок с золотом и серебром.
- 840-е годы — война Радельхиза и предводителя арабов в Бари Хальфуна с Сикенульфом, братом Сикарда.